# Tyskland
 "Deutschland" omdirigeres hertil. For andre betydninger af Deutschland, se Deutschland (flertydig).
Tyskland (tysk: Deutschland), officielt Forbundsrepublikken Tyskland (tysk: Bundesrepublik Deutschland), er et land i Central- og Vesteuropa. Tyskland er det eneste naboland, som Danmark har landegrænse til. Den er på 68 km. Tyskland har et samlet areal på 357.582 kvadratkilometer og landareal på 348.672 kvadratkilometer. Det meste af landet har et tempereret klima. Føderationen Tyskland er en parlamentarisk republik bestående af 16 delstater. Det er med 83.557.140 indbyggere (31. december 2024) EU’s folkerigeste land. Det gav en befolkningstæthed på 239 indbyggere per km2, 100 mere end i Danmark. Landets hovedstad samt største by er Berlin, mens dets største byområde er Ruhr-distriktet, der bl.a. består af Dortmund og Essen. Tysklands øvrige største byer er Hamborg, München, Köln, Frankfurt am Main, Stuttgart, Düsseldorf, Leipzig, Bremen, Dresden, Hannover og Nürnberg.
Siden antikken har det nordlige Tyskland været befolket af adskillige germanske folkeslag. Området blev kaldt Germanien allerede før år 100. Under folkevandringstiden spredte de germanske stammer sig også mod syd. Fra det 10. århundrede udgjorde de tyske områder en vigtig del af Det Hellige Romerske Rige af Tysk Nation. Nordtyskland blev i løbet af det 16. århundrede centrum for den protestantiske reformation. I 1815 blev Det Tyske Forbund dannet i kølvandet på det tysk-romerske riges kollaps. Martsrevolutionen (1848-49) førte til, at det såkaldte Frankfurterparlament indførte demokratiske rettigheder.
Nationalstaten Tyskland opstod i 1871, da størstedelen af de tysktalende stater forenedes under preussisk herredømme i Det Tyske Kejserrige. Efter 1. verdenskrig og Novemberrevolutionen (1918-19) blev kejserdømmet væltet til fordel for den parlamentariske Weimarrepublik. Den nazistiske magtovertagelse i 1933 kulminerede hurtigt i dannelsen af Det Tredje Rige, hvis diktatoriske styreform bl.a. førte til 2. verdenskrig og holocaust. Efter 2. verdenskrig blev Tyskland splittet i to stater: Det demokratiske Vesttyskland og det socialistiske Østtyskland. De to lande blev genforenet den 3. oktober 1990.
Det 21. århundredes Tyskland er en stormagt. Landet er blandt verdens 4 største økonomier og en førende nation inden for adskillige industrielle og teknologiske områder. Tyskland er både verdens 3. største eksportør såvel som importør. Det er et industrielt højindkomstland med en høj levestandard. Det tyske samfund er veluddannet og produktivt. Tyskerne nyder godt af en høj grad af velfærd, heriblandt et offentligt sundhedsvæsen og uddannelsessystem.
Tyskland var i 1957 med til at grundlægge EØF og i 1993 EU. I 1999 var landet med til at grundlægge Eurozonen. Tyskland er medlem af Schengen, FN, NATO, G7 (tidligere G8), G20 og OECD. Det har verdens 9. største forsvarsbudget. Tyskland er kendt for sin rige kulturhistorie og har fostret adskillige betydningsfulde kunstnere, filosoffer, musikere, sportsudøvere, videnskabsmænd, ingeniører, opfindere og entreprenører.

## Navn og begreb
Ordet tysk stammer fra det gammelhøjtyske theodisk, diutisk, der er afledt af det oldgermanske theoda "folk" i betydningen "talende folkesproget", i modsætning til latin, der brugtes af gejstlige og lærde.[kilde mangler]
Tyskland er først i 1990 blevet til den stat det er i dag. Navnet Tyskland har gennem historien dækket over vidt forskellige og komplekse statsdannelser:
- Det Tysk-romerske rige, der i meget varierende form bestod fra cirka 962 til 1806.
- Det tyske forbund 1815–66, der domineredes af Østrig og Preussen.
- Det Tyske Rige, der dækker over tre perioder fra Tysklands samling i 1871 frem til 1945:
  - Det nordtyske forbund 1867–71, der domineredes af Preussen.
  - Det tyske kejserrige 1871–1918
  - Weimar-republikken 1919–1933
  - Det tredje rige 1933–1945
- Forbundsrepublikken Tyskland BRD (Vesttyskland) 1949–1990
- Den Tyske Demokratiske Republik DDR (Østtyskland) 1949–1990
- Forbundsrepublikken Tyskland genforenet fra 1990

Navnet Tyskland blev indtil midten af 1800-tallet brugt udelukkende om det område, hvor der taltes tysk og ikke om en nationalstat. Det omfattede det tysktalende Østrig og områder i Polen, Böhmen (det nuværende Tjekkiet) og i Sønderjylland. Først under preussisk ledelse i 1871 (den lilletyske løsning uden Østrig) blev Tyskland en fast geografisk enhed.[kilde mangler] Fra 1949 til oktober 1990 var Tyskland delt i henholdsvis Vesttyskland, officielt BRD, i vest og Østtyskland, officielt DDR, i øst.

## Historie

### Forhistorie og oldtid
Tyskland er hjemsted for en række interessante forhistoriske menneskefund. Der er spor af fortidsmenneskelig aktivitet til for 700.000 år siden. Neanderthal-mennesket havde sin gang i Tyskland indtil det blev fortrængt af det moderne menneske for omkring 40.000 år siden. Efter istiden havde sluppet sit greb i Europa, blev Tyskland hjemsted for stadig flere mennesker. I løbet af den yngre stenalder gik indboerne bort fra jæger- og samlerlivet og begyndte at dyrke jorden og holde husdyr.
De første skriftlige beretninger om mennesker i Tyskland findes hos grækerne og romerne fra omkring 500 år f. kr. De omtaler keltiske stammer i syd og germanske stammer i nord. I løbet af de næste århundreder bevægede de germanske stammer sig længere mod syd og fortrængte snart den keltiske kultur i Sydtyskland, kun i de schweiziske alper kunne kelterne holde sig fast. Mange flod- og bynavne i Sydtyskland vidner om deres tilstedeværelse.
Slaget i Teutoburger-skoven (Varusslaget) i Niedersachsen i år 9 e.Kr., hvor germanere under Hermann udslettede en hel romersk hær, der var på vej længere ind i Tyskland, satte en stopper for romernes fremfærd mod nord i det germanske område. Romerne prøvede aldrig for alvor igen at udvide deres territorium øst for Rhinen.
Fra 58 f. kr. til 455 e. kr. var områderne vest for Rhinen og områderne syd for Donau under romersk kontrol. Grænsen mellem romerriget og de germanske stammer løb omtrent langs den nuværende sproggrænse mellem germansk og romansk. De vigtigste romerske byer var Colonia Agrippinensium (Köln), Augusta Treverorum (Trier), Mogontiacum (Mainz) og Augusta Vindelicorum (Augsburg). Selv om der var modsætninger mellem romerne og germanerne, fandt der også en ivrig kulturel og økonomisk udveksling sted. Den førte til udvikling blandt de germanske stammer. Romeren Tacitus skrev en etnografisk-historisk beretning om germanerne 98 e.Kr.

### Germanske folkevandringer
Allerede 120 f.Kr. havde romerne oplevet de germanske folkevandringers styrke, da kimbrere (sandsynligvis fra Himmerland), teutonere og ambronere vandrede mod syd i store tal og var tæt på at overvinde romerne i deres italienske kerneland.
Men med hunnernes indmarch i det østlige Europa 376 e.Kr. blev en endnu voldsommere migration indledt, da store skarer flygtede eller blev fordrevet mod vest. Samtidig svækkedes det vestlige romerrige kraftigt og åbnede for germanske stammers indtog i Frankrig. Alemanniske, burgundiske og vandalske stammer etablerede kongeriger i det meste af Vesteuropa. 
I løbet af det 7. århundrede begyndte germanerne også at brede sig ind i det delvist affolkede område øst for Elben, hvor forskellige slaviske stammer holdt til. Området var endnu i højmiddelalderen præget af slavisk sprog og kultur, og de fleste stednavne i Østtyskland er af slavisk oprindelse, f. eks. Berlin og Dresden.

### Det frankiske rige
I Frankrig etablerede en stærk germansk kongeslægt sig som herskere. Frankernes kongedømme varede i flere århundreder under det merovingiske dynasti og derefter under det karolingiske. Den første karolinger var Karl Martell, der i 732 stoppede arabernes fremtrængen i Slaget ved Poitiers. Karl den Store, som blev kronet som kejser i år 800, erobrede med sin hær Bayern i 788 og Niedersachsen i 804. Han kom til at kontrollere det meste af dagens Tyskland og Frankrig og var den mægtigste mand i Europa. Hans rige strakte sig helt til Ejderen, hvor han havde kontroverser med nogle af de første danske konger, bl.a. Godfred.

### Det tysk-romerske rige (843-1806)
Efter den frankiske kong Ludvigs død blev de frankiske lande ved traktaten i Verdun i 843 delt i
- en vestlig del, der kom til at blive Frankrig,
- en østlig del, der kom til at blive det tysk-romerske rige, og
- en central del (det nordlige Italien, Burgund, Elsass og Lothringen), der skulle blive genstand for tysk-fransk rivalisering i de næste 1100 år.

Da den sidste karolinger døde i 911, overgik tronen til Konrad 1. og i 919 til Henrik Fuglefænger (Heinrich der Vogler), stamfar til Sachsendynastiet, hvis søn Otto den Store igen blev kejser i 962, året, der betegner fødslen af Det Hellige Romerske Rige af den tyske Nation. Mens den vestlige del af Frankerriget udviklede sig til den franske, centralistiske stat, vedblev det tysk-romerske rige at være præget af et meget stort antal territorialfyrster, der dygtigt arbejdede sammen for at indskrænke den tyske kejsers magt, hver gang han forsøgte at få fuld kontrol over området. Det tyske kejserrige blev et valgkejserdømme, hvor syv kurfyrster (med ret til at kåre (vælge)) havde en magtfuld placering, mens de mindre stater gennem forskellige aftaler forsøgte at holde sammen mod de store. Systemet sikrede på mange måder en bevarelse af riget, men var samtidig rigidt og konservativt. Det blev en fast skik at vælge kejseren fra de habsburgske konger fra Østrig, det stærkeste medlem af riget.

#### Reformationen og Trediveårskrigen
Reformationen havde sit udspring i de tyske småstater. Efter nogle mindre religionskrige i det 16. århundrede brød trediveårskrigen ud i 1618 med Tyskland som midtpunkt. Det var en ødelæggende krig, der først havde religiøse, men senere rent magtpolitiske motiver. Krigen hærgede landene voldsomt, og efter 30 år som kampplads for de europæiske stormagters hære var Tysklands indbyggertal faldet fra 17 til 10 millioner .

#### Enevælden
I løbet af det 17. og 18. århundrede blev enevælden indført efter fransk forbillede i mange tyske stater. Det betød en rivalisering mellem de forskellige dele af riget. Det protestantiske Preussen under især Frederik den Store kom godt gennem denne udvikling. Så godt, at han kunne udfordre den tyske kejser fra det stærke, katolske Østrig. Modsætningen mellem de to vigtigste medlemmer af rigsfællesskabet var med til at svække rigets sammenhængskraft i det 18. århundrede. Især under Syvårskrigen, hvor Preussen og Østrig kæmpede mod hinanden, var riget tæt på opløsning. Hverken Østrig eller Preussen var i stand til at stoppe Napoleon Bonaparte og hans franske værnepligtshær, der i 1806 fejede al modstand til side og gav det skrantende tyske rige dødsstødet.

### Det Tyske forbund (1815–1866)
Efter det tysk-romerske riges sammenbrud og Napoleons nederlag ved Waterloo blev de europæiske landes grænser stukket ud ved kongressen i Wien i 1815. Tyskland blev ikke forenet. I stedet blev en løs konføderation skabt med to dominerende medlemmer: Preussen og Østrig, og mange af de over hundrede småstater blev samlet i større konge- og fyrstedømmer.
I de følgende tiår kendt som restaurationen (genoprettelsen) forsøgte monarkierne at bekæmpe liberale strømninger, der havde bredt sig efter den franske revolution. Liberalismen var tæt forbundet med nationalisme og med kravet om et forenet Tyskland. I 1848 udbrød der uroligheder i Berlin, og kong Frederik Vilhelm 4. af Preussen blev tvunget til at love en forfatning. En nationalforsamling, valgt i alle tyske stater, mødtes i Frankfurt am Main for at vedtage en ny konstitution. Imidlertid løb den liberale bevægelse ud i sandet, og kongen nægtede at acceptere forslaget til en forfatning for et forenet Tyskland på et demokratisk og forfatningsmæssigt grundlag.

### Det tyske kejserrige (1871–1918)
Preussens militære sejre over Danmark i 1864 og især over Østrig i slaget ved Königgrätz 1866 og over Frankrig i den fransk-preussiske krig 1870-71 betød, at konkurrenterne var slået af banen, og Preussen alene kunne grundlægge et samlet Tyskland. Ved udråbelsen af det tyske kejserrige i Versailles i januar 1871 blev Preussens kongeslægt gjort til kejsere over det Tyske Rige. Det omfattede alle de større og mindre stater i Tyskland, der før havde været mere eller mindre selvstændige. I årtier havde valget stået mellem den stortyske og lilletyske løsning: med eller uden Østrig. Men Preussen havde nu effektivt kørt Østrig ud på et sidespor, og Tyskland blev samlet uden Østrig.
Selv om kejserriget havde en valgt rigsdag, blev regeringen udnævnt af kejseren, som havde central politisk magt. Otto von Bismarck, jernkansleren, havde med sin strategiske sans og vilje til krig som magtredskab været hjernen bag Preussens kolossale opstigning, men da kejser Wilhelm 1. (kejser 1871-1888) døde og blev fulgt af Frederik 3. (1888) og dennes søn Wilhelm 2. (1888-1918) mistede Bismarck sin indflydelse.

#### Første verdenskrig
Kejserriget var en epoke med stor økonomisk vækst og industrialisering. Og samtidig øget nationalfølelse og militarisme. Bismarcks realpolitiske linje var erstattet af en aggressiv kurs, der stræbte efter at udvide tyske interesser i Europa. Og gennem kolonisering og flådepolitik også i resten af verden. Det sidste var en torn i øjet på England. Frankrig nærede ønske om hævn efter nederlaget til tyskerne i 1871, hvor det afstod Alsace/Elsass og Lorraine/Lothringen. Der var udsigt til krig.
Den 1. august 1914 brød 1. verdenskrig ud. Efter fire års blodig stillestående krig måtte Tyskland erkende nederlaget, uden at der havde været fjendtlige tropper på tysk jord. Med traktaten i Versailles 1919 blev Tyskland holdt ansvarlig for 1. verdenskrig og pålagt enorme krigsskadeserstatninger. Tyskland mistede store områder til Polen, Frankrig og Belgien, og Nordslesvig kom tilbage til Danmark efter en folkeafstemning (genforeningen i 1920). Nederlaget betød kejserrigets endeligt: kejseren abdicerede, og de tyske socialdemokrater udråbte det Tyske Rige som republik.

### Weimarrepublikken (1919–1933)
Weimarrepublikken var et forsøg på at etablere et liberalt og demokratisk Tyskland. Regeringen hæmmedes dog af store økonomiske problemer og forfatningens organisatoriske svaghed. I de tidlige år var det oprør og kupforsøg fra både nationalister og kommunister, og hyperinflationen i 1923 knækkede økonomien. De næste år blev forholdene bedre, efterhånden som trykket fra krigsskadeerstatningerne mindskedes. Vellykkede koalitionsregeringer genskabte ro og orden indtil den store verdensøkonomiske krise efter børskrakket i 1929. Under den nye økonomiske tilbagegang var forholdene under hyperinflationen i frisk erindring, og en antidemokratisk opposition mod Versaillestraktaten undergravede Weimarrepublikken. Både det Nationalsocialistiske tyske Arbejderparti (NSDAP), tyske monarkister og kommunisterne udnyttede denne stemning og den øgede arbejdsløshed, og staten var ikke i stand til at opretholde lov og orden.

### Nazityskland (1933–1945)
Adolf Hitler kunne sætte Weimarrepublikken ud af funktion i 1933 med andre partiers hjælp og med vold og trusler. Efter at NSDAP blev det største parti i begge valg i 1932 (dog uden flertal i Rigsdagen) udnævnte præsident Paul von Hindenburg Hitler til rigskansler den 30. januar 1933. Efter Rigsdagsbranden i februar 1933 blev kommunistpartiet forbudt. Efter valget i marts 1933 fik Hitler stadig ikke flertal i Rigsdagen, men de kommunistiske mandater blev annulleret, og ved hjælp af de øvrige partiers stemmer fik Hitler det to tredjedeles flertal, som var nødvendigt efter forfatningen og gav ham beføjelser til at regere alene. Kun det socialdemokratiske SPD stemte mod denne bemyndigelseslov. Da Hindenburg døde i august 1934, begik Hitler statskup og overtog også embedet som præsident. Han undergravede systematisk alle demokratiske institutioner og indførte meget strenge regler for jøder og politiske modstandere; de sidste blev allerede fra 1933 interneret i de nyoprettede KZ-lejre.
I løbet af 30'erne brød Tyskland flere gange åbenlyst bestemmelser i Versaillestraktaten, uden at Storbritannien eller Frankrig greb ind, selv om Tyskland endnu ikke havde militær af betydning. Efter anneksionen af Østrig i marts 1938 (Anschluss) blev det tyskbefolkede Sudeterland annekteret fra Tjekkoslovakiet i oktober samme år efter München-aftalen mellem Tyskland og Storbritannien. I marts 1939 annekterede Tyskland hele den vestlige halvdel af Tjekkoslovakiet (de gamle østrigske provinser Böhmen-Mähren). Det var ikke en del af aftalen, og England og Frankrig gav Tyskland et ultimatum.

#### 2. verdenskrig
Polen genopstod efter 1. verdenskrig og havde kunnet udvide sit areal med store områder, hvor der levede et stort tysk mindretal (bl.a. den polske korridor der delte det østlige Tyskland i to). Hitler ønskede derfor at erobre landet. Også for at få livsrum og vise den slaviske races underlegenhed . 1. september 1939 angreb Tyskland Polen fra vest, og den 17. september angreb Sovjetunionen fra øst. Delingen af Polen og Østeuropa var allerede fastlagt i Molotov-Ribbentrop-pagten. England og Frankrig erklærede krig mod Tyskland. Det blev begyndelsen på 2. verdenskrig.
I 1940 besatte Tyskland Danmark, Norge, Belgien, Nederlandene, Luxemburg og Frankrig. Sovjetunionen blev angrebet i 1941 samtidigt med Grækenland og Jugoslavien. I forbindelse med Japans angreb på USA i december 1941 erklærede Hitler også krig mod USA.
Tyskland og Japan, tabte krigen i 1945. Italien kapitulerede allerede i 1943. Store dele af Europa, ikke mindst Tyskland, lå i ruiner. Krigen førte til enorme menneskelige lidelser, en total nedbrydning af Tysklands politiske og økonomiske strukturer og en deling af landet. Tyskland mistede store områder i øst. Den tyske befolkning blev fordrevet igen og erstattet af polakker og sovjetborgere.

### Efterkrigstiden
Tyskere refererer ofte til 1945 som Stunde Null for at beskrive landets totale sammenbrud. Selv om visse storbyer var jævnet med jorden, så var al tysk industri dog ikke ødelagt, og store dele af infrastrukturen var stadig intakt. Allerede ved Jalta-konferencen i februar 1945 var de tre store allierede nationer, USA, Storbritannien og Sovjetunionen, blevet enige om at dele Tyskland i fire besættelseszoner efter sejren. Ved Potsdam-konferencen blev denne ordning bekræftet og den tyske grænse mod øst lagt fast ved floderne Oder og Neisse, hvor den stadig er. Det betød at over 10 millioner tyskere skulle udvises fra de tyske provinser øst for Oder-Neisse-linjen (Schlesien, Østpreussen og Pommern).
Kort efter Potsdam-konferencen begyndte uenighederne mellem Sovjetunionen og de vestallierede at vise sig. De kulminerede i 1948 med Berlin-blokaden, den sovjetiske blokade af den af de vestallierede del af Berlin, som lå isoleret midt inde i østblokken. Sovjetunionens påskud var utilfredshed med den nyindførte møntreform i de vestlige besættelseszoner. Takket være en vestallieret luftbro kunne den vestberlinske befolkning brødfødes.
I 1949 blev to tyske stater grundlagt. De tre vestlige besættelseszoner, den franske, britiske og amerikanske, blev til Forbundsrepublikken Tyskland (Vesttyskland), og den sovjetiske zone blev til den kommunistiske stat DDR (Østtyskland).

#### BRD
Vesttysklands forhold til udlandet var i årtierne efter krigen præget af de ødelæggelser og folkedrab, som Tyskland var ansvarlig for under 2. verdenskrig. Målet var fra begyndelsen at genskabe tilliden til Tyskland i verden og på den måde også opnå økonomisk og politisk handlefrihed. I 1952 indgik den første tyske forbundskansler Adenauer en aftale mellem Vesttyskland og Israel, hvorefter Vesttyskland forpligtede sig til at betale tre mia. D-Mark i erstatning til tysk-jødiske fordrevne. I 1955 besøgte Adenauer Sovjet og genoptog diplomatiske forbindelser. Det betød at 2 mio. af de ca. 3,3 mio. tyske krigsfanger i Sovjet kunne vende hjem fra fangenskab. I 1955 indgik Danmark og Tyskland i forbindelse med Vesttysklands indtræden i Nato en aftale om mindretallene ved den dansk-tyske grænse (København-Bonn-erklæringerne).
Årene efter Willy Brandts tiltræden i 1969 var præget af afspænding mellem Øst og Vest. I 1970 indgik Vesttyskland en samarbejdsaftale med DDR. Brandt besøgte mindesmærket for opstanden i den jødiske ghetto i Warszawa, og Polens og Sovjets overtagelse af de tidligere tyske østområder (Oder-Neisse-Grænsen) blev anerkendt.

#### DDR
Utilfredsheden med det østtyske styre førte i 1953 til arbejderopstanden i Østberlin. I løbet af 1950'erne steg antallet af flygtninge fra DDR til Vesttyskland voldsomt, og den socialistiske stat var ved at blive drænet for især højtuddannede borgere. I 1961 lukkede det østtyske regime under Walter Ulbricht grænsen med Berlinmuren.

### Berlinrepublikken
Efter Sovjetunionens sammenbrud i slutningen af 1980'erne bredte det folkelige pres for reformer sig til de kommunistiske østlande og også til DDR. Bølger af østtyskere flygtede gennem Tjekkoslovakiet og Ungarn til Vesttyskland, og der opstod demonstrationer og protester mod det østtyske styre, det strengeste kommunistiske regime i Østeuropa. Begivenhederne er kendt som die Wende ("vendepunktet"). Berlinmuren faldt den 9. november 1989, da DDR's regering i forvirring bevilgede fri udrejse. Tysklands genforening fandt sted, da DDR blev omdannet til fem delstater, der blev optaget i Forbundsrepublikken Tyskland den 3. oktober 1990. Dagen er nu Tysklands nationaldag.
Efter genforeningen har Tyskland især arbejdet på at forbedre infrastrukturen i de østlige delstater og få dem op på økonomisk niveau med de vestlige. Resultatet varierer, da høj arbejdsløshed er et problem i mange østlige dele af landet. Internationalt indtager Tyskland en stadig vigtigere rolle, og landet er en dominerende (men ofte diskret) deltager i EU.

## Politik

### Politisk system
Valg til Forbundsdagen (Bundestag) finder sted hvert fjerde år. Der er ikke sket væsentlige ændringer i valgsystemet, siden det blev indført i 1949. Det bygger på en kombination af valg i enkeltmandskredse med udjævningsmandater, således at forholdstallet bestemmer hvor mange mandater partierne får. Der er gennemført en række forholdsregler, der skal modvirke politisk splittelse som i Weimar-republikken: En relativt høj spærregrænse på 5% gør det svært for nydannede partier at blive valgt ind, landsdækkende folkeafstemninger er ikke tilladt, der kan ikke udskrives valg uden for de faste valgperioder, og forbundskansleren har en særlig stærk stilling. Hun kan kun væltes, hvis der kan dannes flertal for en anden regering. Selv om forbundsdagen kan ændre grundloven (med 2/3 flertal), er visse friheds- og menneskerettigheder "eviggyldige" og kan ikke ophæves.
Forbundsrepublikkens statsoverhoved er forbundspræsidenten, der vælges ved indirekte valg for en periode på 5 år og ikke har politisk magt. Richard von Weizsäcker blev valgt i 1984 og genvalgt i 1989. Han blev efterfulgt af Roman Herzog og dernæst af Johannes Rau.
Den 31. maj 2010 valgte forbundspræsident Horst Köhler som den første i embedet at træde tilbage før tid, efter at han er blevet beskyldt for at udtale, at Tyskland brugte de væbnede styrker til at beskytte økonomiske interesser i Afghanistan. Formanden for det tyske overhus, Forbundsrådet, socialdemokraten Jens Böhrnsen overtager stillingen midlertidigt.
Efter det første fællestyske valg i december 1990 bestod forbundsregeringen af de borgerlige partier Christlich Demokratische Union/Christlich Soziale Union (CDU/CSU) og Freie Demokratische Partei (FDP), mens Sozialdemokratische Partei Deutschlands (SPD), miljøpartiet Bündnis 90/Die Grünen og kommunisternes arvtagere Partei des Demokratischen Sozialismus (PDS, nu Die Linke) var i opposition.

### Udenrigsrelationer
I dag anses Tyskland for at have bidraget væsentligt til Den Europæiske Unions fremgang og til samlingen af det østlige og vestlige Europa. Tyskland har i de senere år optrådt med større selvsikkerhed på mange områder.
Det tidligere forbud mod tyske tropper uden for Tysklands grænser er ophævet, og der er nu også tyske soldater udstationeret i bl.a. Afghanistan. Tyskland arbejder, bl.a. med britisk og fransk støtte, på at få en fast plads i FN's sikkerhedsråd.

### Delstater
Forbundsrepublikken Tyskland består af 16 Länder (forbundslande eller delstater), hvoraf tre, Berlin, Bremen og Hamborg er bystater. Forbundslandene har væsentlige beføjelser indenfor bl.a. kultur- og skolepolitik, men også finans- og skattepolitik kan de i nogen grad selv styre. Delstaterne har hver deres egen politistyrke. På forbundsniveau findes tre politistyrker, bl.a. Bundeskriminalamt.
Grænsen mellem delstaternes og forbundsregeringens beføjelser og den bedst mulige administrative opdeling er til stadig debat. Der er stor forskel på forbundslandenes økonomi og størrelse, og sammenslutninger mellem forbundslande er blevet diskuteret, men ikke gennemført (f.eks. Berlin-Brandenburg og en nordlig delstat af Slesvig-Holsten, Hamborg, Bremen, Niedersachsen og Mecklenburg-Vorpommern). Derudover har bl.a. større regioner end amtskommunerne været foreslået.
| Nr.   | Forbundsland           | Hovedstad   | Samlet areal (km²) | Indbyggere 31.12.2024 (1000) |
| ----- | ---------------------- | ----------- | ------------------ | ---------------------------- |
| 1     | Baden-Württemberg      | Stuttgart   | 35.752             | 11.245                       |
| 2     | Bayern                 | München     | 70.552             | 13.248                       |
| 3     | Berlin*                | Berlin*     | 892                | 3.685                        |
| 4     | Brandenburg            | Potsdam     | 29.479             | 2.556                        |
| 5     | Bremen (delstat)*      | Bremen      | 404                | 704                          |
| 6     | Hamborg*               | Hamborg*    | 755                | 1.862                        |
| 7     | Hessen                 | Wiesbaden   | 21.115             | 6.280                        |
| 8     | Mecklenburg-Vorpommern | Schwerin    | 23.180             | 1.573                        |
| 9     | Niedersachsen          | Hannover    | 47.624             | 8.004                        |
| 10    | Nordrhein-Westfalen    | Düsseldorf  | 34.085             | 18.034                       |
| 11    | Rheinland-Pfalz        | Mainz       | 19.853             | 4.129                        |
| 12    | Saarland               | Saarbrücken | 2.569              | 1.012                        |
| 13    | Sachsen                | Dresden     | 18.416             | 4.042                        |
| 14    | Sachsen-Anhalt         | Magdeburg   | 20.446             | 2.135                        |
| 15    | Slesvig-Holsten        | Kiel        | 15.799             | 2.959                        |
| 16    | Thüringen              | Erfurt      | 16.172             | 2.100                        |
| I alt |                        |             | 357.093            | 83.557                       |

Tyskland er administrativt inddelt på omtrent samme måde (dvs. bortset fra delstaterne), som Danmark var før 1. april 1970. De 16 delstater er opdelt i 294 Kreise (amtskommuner) (57 millioner indbyggere, gennemsnitligt 194.000 per amtskommune (ikke opdateret)) og derudover i 106 købstadskommuner (1. juli 2021). 1. januar 2025 var der 10.751 kommuner (derudover findes 2 beboede (opdateret januar 2020) af i alt over 200 (ikke opdateret) kommunefri områder) (Diskussion:Tyskland#Antal_kommuner_i_Tyskland) i Tyskland med et gennemsnitligt landareal på over 32 km² (uden at tage hensyn til de kommunefri områder) og gennemsnitligt omkring 7.500 indbyggere (5.200 indbyggere i kommuner, der tilhører en amtskommune) (Danmark: 432,59 km²; over 13 gange større areal; gennemsnitligt cirka 8 gange flere indbyggere, nemlig over 61.000 (2025)). Heraf var 106 købstadskommuner, som ikke tilhører en amtskommune, fra midten af 2021 (Eisenach er igen blevet en del af Wartburgkreis). Disse købstadskommuner havde cirka 25 millioner indbyggere tilsammen, 233.000 indbyggere per købstadskommune (ikke opdateret). Den mest folkerige var Berlin, som samtidig udgør éen købstadskommune. Det samme er tilfældet med Hamborg. Især i de nye delstater i det østlige Tyskland er der efter genforeningen foretaget sammenlægninger af kommuner og amtskommuner, der nu har omkring 16.161.000 indbyggere (1. januar 2021 inklusive hele Berlin) heraf 12.399.862 (31.12.2022) i de 5 nye delstater uden Berlin. Der var over 18,8 millioner indbyggere i området (inkl. Vestberlin med 2,13 mio. (31.12.1989) og 16.674.600 (31.12.1988) i DDR) 1988 og 1989. Den samlede fertilitet nåede sit laveste niveau på 0,772 i det østlige Tyskland (uden Vestberlin) i 1994. Ifølge en fremskrivning er det laveste skøn for befolkningstal i det østlige Tyskland per 31.12.2070 cirka 3 millioner lavere end i 2020.

### Nationale symboler
Siden 2. verdenskrig har Tyskland været meget tilbageholdende med anvendelse af nationalsymboler. Siden genforeningen, og særlig ved fodbold-VM i Tyskland 2006, er brugen af nationale symboler igen blevet mere accepteret, men stadig forbundet med tilbageholdenhed.

#### Nationalsang
Den tyske nationalsang er officielt tredje vers af Deutschlandlied eller Lied der Deutschen, der blev skrevet af den nationalliberale Hoffmann von Fallersleben i 1841 på den østrigske kejserhymnes melodi af Joseph Haydn fra 1797. Brugen af de to første, nu uofficielle vers forbindes ofte med nynazistiske synspunkter.

#### Flag
Det sort-rød-gyldne tyske flags historie går tilbage til befrielseskrigene mod Napoleon Bonaparte omkring 1813, hvor det Lützowske Frikorps af tyske studerende havde sort, rød og gul som kendemærke. Farverne blev til symbol for det første forbund af nationale, tyske studenter (Burschenschaft).
Frem til revolutionen i 1848 blev det sort-rød-gyldne flag et symbol for de nationalliberales ønske om et forenet Tyskland og deres kamp mod monarker og fyrster i de mange tyske småstater. Det blev til nationalflag i Weimarrepublikkens fra 1918-1933, indtil Hitler erstattede det med hagekorsfanen.
I 1949 valgte både DDR og Vesttyskland igen det sort-rød-gyldne flag, bl.a. for at undgå symboler der havde forbindelse til Preussen og nazismen, og for at vise forbindelsen til den liberale og demokratiske tyske bevægelse i 1800-tallet (DDR lagde vægt på den revolutionære sammenhæng).
Ved siden af den tyske flag bruges også delstaternes flag som for eksempel Slesvig-Holstens flag.

#### Nationaldag
Siden genforeningen 3. oktober 1990 har denne dag været Tysklands nationaldag. Dagen kaldes også Tag der Deutschen Einheit.
Fra 1954 til 1990 var Vesttysklands nationaldag den 17. juni, med samme titel, dagen for østtyskernes forgæves folkeopstand mod det kommunistiske styre i 1953 (arbejderopstanden i Østberlin). I DDR var der to nationaldage, den 8. maj, dagen for Nazitysklands endegyldige kapitulation i 1945, og den 7. oktober, dagen hvor DDR i 1949 blev grundlagt.

### Militær
Ved oprettelsen af forbundsrepublikken i 1949 havde man ingen militære styrker. De vestlige allierede, der stadig havde tropper i det besatte Tyskland, tillod det ikke. Med den begyndende kolde krig og den aggressive sovjetiske politik i Østeuropa, ønskede de vestallierede dog at også Vesttyskland skulle kunne forsvare sig mod østblokken. Vesttyskland fik derfor lov til at oprette en hær i 1955 og blev samtidig medlem af den nordatlantiske alliance NATO.
Bundeswehr består af hæren, luftvåbenet, flåden, lægetjenesten, væbnede styrkers base og cyber- og informationsrummet. I 2024 var der omkring 180.000 soldater. Andelen af kvindelige soldater var 13 %. og den af den bestilte reserve var 34.600. Efter Ruslands angreb på Ukraine besluttede Tyskland at oprette en særlig fond for Bundeswehr til en værdi af 100 milliarder euro, som skal modernisere Bundeswehr. I 2024 rapporterede Tyskland militærudgifter på 90,6 milliarder euro til NATO. Andelen af BNP var 2,12 %.
| Tyskland Forsvarsbudget/forsvarsudgifter i milliarder euro | Tyskland Forsvarsbudget/forsvarsudgifter i milliarder euro | Tyskland Forsvarsbudget/forsvarsudgifter i milliarder euro | Tyskland Forsvarsbudget/forsvarsudgifter i milliarder euro | Tyskland Forsvarsbudget/forsvarsudgifter i milliarder euro | Tyskland Forsvarsbudget/forsvarsudgifter i milliarder euro | Tyskland Forsvarsbudget/forsvarsudgifter i milliarder euro | Tyskland Forsvarsbudget/forsvarsudgifter i milliarder euro | Tyskland Forsvarsbudget/forsvarsudgifter i milliarder euro | Tyskland Forsvarsbudget/forsvarsudgifter i milliarder euro | Tyskland Forsvarsbudget/forsvarsudgifter i milliarder euro | Tyskland Forsvarsbudget/forsvarsudgifter i milliarder euro | Tyskland Forsvarsbudget/forsvarsudgifter i milliarder euro | Tyskland Forsvarsbudget/forsvarsudgifter i milliarder euro |
| ---------------------------------------------------------- | ---------------------------------------------------------- | ---------------------------------------------------------- | ---------------------------------------------------------- | ---------------------------------------------------------- | ---------------------------------------------------------- | ---------------------------------------------------------- | ---------------------------------------------------------- | ---------------------------------------------------------- | ---------------------------------------------------------- | ---------------------------------------------------------- | ---------------------------------------------------------- | ---------------------------------------------------------- | ---------------------------------------------------------- |
| År                                                         | 2012                                                       | 2013                                                       | 2014                                                       | 2015                                                       | 2016                                                       | 2017                                                       | 2018                                                       | 2019                                                       | 2020                                                       | 2021                                                       | 2022                                                       | 2023                                                       | 2024                                                       |
| Forsvarsbudget                                             | 31,87                                                      | 33,26                                                      | 32,44                                                      | 32,97                                                      | 34,29                                                      | 37,00                                                      | 38,52                                                      | 43,23                                                      | 45,65                                                      | 46,93                                                      | 50,40                                                      | 50,12                                                      | 51,95                                                      |
| Forsvarsbudget inklusive særlige midler                    |                                                            |                                                            |                                                            |                                                            |                                                            |                                                            |                                                            |                                                            |                                                            |                                                            | 50,49                                                      | 58,53                                                      | 71,75                                                      |
| Forsvarsudgifter efter NATO-kriterier 2012–2013 2014–2024  | 36,17                                                      | 34,59                                                      | 34,75                                                      | 35,90                                                      | 37,60                                                      | 40,27                                                      | 42,13                                                      | 46,94                                                      | 51,40                                                      | 52,43                                                      | 58,27                                                      | 67,62 1                                                    | 90,59 1                                                    |
| Andel af BNP ifølge NATO-kriterier i % 2012–2013 2014–2024 | 1,31                                                       | 1,23                                                       | 1,19                                                       | 1,19                                                       | 1,20                                                       | 1,23                                                       | 1,25                                                       | 1,35                                                       | 1,51                                                       | 1,45                                                       | 1,51                                                       | 1,64 1                                                     | 2,12 1                                                     |

1  NATO's tal for 2023 og 2024 er estimeret.
Den obligatoriske værnepligt har været suspenderet i Tyskland siden 1. juli 2011 gennem loven om ændring af militærloven og erstattet af frivillig værnepligt på seks til 23 måneder.
USA's militær er stadig til stede forskellige steder i Tyskland, bl.a. med den store luftbase Ramstein og yderligere en base i Büchel. Mange af de amerikanske sårede soldater fra Irakkrigen blev behandlet på et amerikansk militærhospital i den bayerske by Landshut. USA har ifølge visse kilder omkring 150 atomvåben opmagasineret på deres luftbaser i Tyskland.
Se også
- Forbundspræsident, Tyskland
- Forbundskansler, Tyskland

## Geografi
Forbundsrepublikken Tyskland dækker et samlet areal på 357.582 km², heraf 348.672 km2 landareal. Fra det nordligste punkt i List på øen Sild ved den danske landegrænse (på 68 km) til Tyskland og til det sydligste punkt ved Oberstdorf i Alperne ved Østrig er afstanden godt 850 km, og fra den østligst beliggende by Görlitz ved den polske grænse til det vestligste punkt ved grænsen til Holland er der ca. 600 km.
Den nordlige tredjedel af Tyskland ligger i det nordeuropæiske lavland og består hovedsageligt af fladt morænelandskab præget af istidens smeltevandsdale, som nogle af Nordeuropas største floder løber igennem. Langs nordsøkysten mellem Holland og Danmark er landskabet præget af marskområder med et væld af diger. Mod Østersøen er kystområdet væsentlig mildere, og kysten minder om den danske med en del indlandsfjorde (især i Sydslesvig).
Længere mod syd, i Midttyskland, hæver det tyske mellemhøjland, Mittelgebirge, sig med højder på over 500 meter og enkelte bjerge op til 1500 meters højde. Skiferbjerge langs Rhinen mod vest, Vogelsberg og Rhön i Midttyskland, samt Sudeterbjergene mod øst vidner om vulkansk aktivitet i fortiden.
Helt mod syd rejser de tyske alper sig med Zugspitze (2.962 meter) som højeste punkt. De tyske alper består mest af kalksten, som Alperne ved deres bevægelse mod nord har skubbet foran sig.

### Klima
Tyskland ligger i den tempererede klimazone i Mellemeuropa, men danner overgang fra kystklima præget af vestenvind og Golfstrømmen til det østligere Europas kontinentalklima. Således hersker der ligesom i Danmark et udpræget kystklima i Nordtyskland, mens man i den centrale, østlige og sydlige del af Tyskland har fastlandsklima med koldere vintre og varmere somre.
I Saarland og Rhindalen i det vestlige Tyskland har man hele året rundt det varmeste klima. Her målte man den tyske temperaturrekord på 40,3 °C i 2003. I Baden i sydvest har man den højeste gennemsnitstemperatur på 11 °C.
De koldeste områder er i det sydligste Tyskland, hvor højdeforskellen i Alperne giver kolde vintre med megen sne. Ved Funtensee i Berchtesgaden målte man i 2001 -45,9 °C. I Oberstdorf findes den laveste årlige gennemsnitstemperatur, bare 6 °C.
Hamborg har en middeltemperatur i den koldeste måned på 0,4 °C og i den varmeste på 16,6 °C. De tilsvarende temperaturer i München, der har fastlandsklima, er henholdsvis -1,7 °C og 17,3 °C. Den gennemsnitlige nedbør pr. år i Hamborg er 744 mm og i München 948 mm.[kilde mangler]

#### Effekter af global opvarmning
Monitoringsrapporten fra den tyske forbundsregering fra 2019 viser følgende billede for Tyskland: De sidste par år har været meget varme og præget af lange perioder med tørke og ekstreme vejrbegivenheder som storme og kraftig regn. Somrene i 2003, 2018 og 2019 var de varmeste nogensinde registreret. Lufttemperaturen er steget med 1,5 °C fra 1881 til 2018. I de seneste årtier er der en tendens til stigende varmeekstremer. Især antallet af varme dage (>30 °C) er steget markant. For eksempel døde i 2003 omkring 7.500 mennesker mere, end man kunne forvente uden en varmebølge. Måneder med grundvandsniveauer under gennemsnittet bliver markant hyppigere. I sommermånederne indeholder floder mindre og mindre vand. Havniveauet i Østersøen og Nordsøen stiger markant. Dette medfører en stigning i intensiteten af stormbølger. Varigheden af vegetationsperioderne bliver længere og længere. Et eksempel er æblets blomstringsperiode. Andelen af bøg er faldet i sammenligning med bedre tørretilpassede træarter i varme og tørre naturlige skovreserver. Effekter af stigende opvarmning er også tydelige i markant forhøjede vandtemperaturer i søer og Nordsøen.

## Økonomi
Forbundsrepublikken Tyskland udgør sammen med USA og Japan de tre største industrilande i den vestlige verden. Tyskland er per 2022 verdens tredjestørste eksportnation. Eksporten er per 2022 mere end det dobbelte af lande som Japan og Frankrig. Det meste af den enorme tyske eksport kommer fra industrigrene som automobiler (og dele m.m. dertil), maskinindustri og kemisk industri og elektronik.
Den sociale markedsøkonomi er grundlag for den økonomiske politik. Denne model blev udviklet i slutningen af 1940'erne af forbundsrepublikkens første finansminister Ludwig Erhard, der ønskede en fri markedsøkonomi efter angelsaksisk model, men også et stærkt, statsligt system der skulle tage sig af de mennesker, som markedet ikke kunne tage sig af.
Selv om de store økonomiske problemer efter genforeningen er begyndt at aftage, er der stadig stor forskel på levestandarden i de vestlige og østlige delstater. Perioder med arbejdsløshed rammer særlig hårdt i de østlige delstater. Væksten nåede et lavpunkt i 2003 med en negativ vækst på -0,2 %. De senere år er det dog gået gradvis fremad, og i 2006 nåede man 2,8 %. Tyskland ser nu for første gang ud til at kunne opfylde Euro-samarbejdets krav om et maksimalt underskud i procent af BNP på 3 %, den såkaldte Maastricht-grænse. Selvom landets økonomiske situation på grund af større strukturelle problemer stadig ikke er optimal, opnåede man dog i første halvår 2007 for første gang siden genforeningen et overskud på statens finanser.
| Vækst i Bruttonationalprodukt (BNP), real | Vækst i Bruttonationalprodukt (BNP), real | Vækst i Bruttonationalprodukt (BNP), real | Vækst i Bruttonationalprodukt (BNP), real | Vækst i Bruttonationalprodukt (BNP), real | Vækst i Bruttonationalprodukt (BNP), real | Vækst i Bruttonationalprodukt (BNP), real | Vækst i Bruttonationalprodukt (BNP), real | Vækst i Bruttonationalprodukt (BNP), real | Vækst i Bruttonationalprodukt (BNP), real | Vækst i Bruttonationalprodukt (BNP), real |
| ----------------------------------------- | ----------------------------------------- | ----------------------------------------- | ----------------------------------------- | ----------------------------------------- | ----------------------------------------- | ----------------------------------------- | ----------------------------------------- | ----------------------------------------- | ----------------------------------------- | ----------------------------------------- |
| år                                        | 1998                                      | 1999                                      | 2000                                      | 2001                                      | 2002                                      | 2003                                      | 2004                                      | 2005                                      | 2006                                      | 2007                                      |
| Forandring i %                            | 2,0                                       | 2,0                                       | 3,2                                       | 1,2                                       | 0,1                                       | -0,2                                      | 1,6                                       | 0,9                                       | 2,8                                       | ~ 1,4                                     |
| Kilde: bfai                               | Kilde: bfai                               | Kilde: bfai                               | Kilde: bfai                               | Kilde: bfai                               | Kilde: bfai                               | Kilde: bfai                               | Kilde: bfai                               | Kilde: bfai                               | ~ = skøn                                  | ~ = skøn                                  |

## Befolkning

### Demografi
Tyskland har en anslået befolkning på 83.166.711 indbyggere pr. 2019, hvilket gør det til det folkerigeste i EU og nummer to i Europa efter Rusland. Da Tyskland med sine 357.021 km² kun er det syvendestørste land i Europa, er Tyskland samtidig en af verdens tættest befolkede større nationer. Der er dog betydelige regionale forskelle i befolkningstætheden. Større befolkningskoncentrationer findes i Nordrhein-Westfalen koncentreret i Ruhr-distriktet, Rhein-Main området omkring Frankfurt, i Hamborg, München og omkring Berlin. De tyndest befolkede områder finder man især i det østlige og allernordligste Tyskland med Mecklenburg-Vorpommern som den tyndest befolkede delstat.
75 millioner eller 91 % af befolkningen er tyske statsborgere; af disse har 7,2 millioner indvandrerbaggrund. De sidstnævnte fordeler sig i to grupper:
- Rester af en større tysk befolkning spredt ud over Østeuropa, og som kan få statsborgerskab ud fra tyske aner eller andet tilhørsforhold.
- Efterkommere af indvandrere fra Tyrkiet, Italien, Grækenland m.v.

Indbyggere med fremmed statsborgerskab udgjorde i 2005 6.755.811 millioner, hvoraf tyrkere er den største gruppe med 2,3 millioner. De øvrige grupper er for en stor dels vedkommende EU-borgere (2,1 mio.), med italienere (540.810), polakker (326.596) og grækere (309.794) som de vigtigste grupper. En stor del af de resterende ikke-tyske statsborgere kommer fra tidligere sovjetstater og især eks-Jugoslavien med ca. 700.000.[kilde mangler]
Den tyske fødselsrate er blandt de laveste i verden, men befolkningstallet holdes dog oppe af indvandring. Siden starten af 2007 har man kunnet konstatere et stigende antal fødsler, som man tilskriver den forbedrede økonomiske situation og ændringer i børnepengesystemet.
Indfødte etniske mindretal er danskere i Sydslesvig (ca. 50.000), nationale frisere (ca. 20.000), sorbere i Sydøsttyskland (ca. 60.000) samt sinti og roma (sigøjnere, ca. 70.000).

### Religion
Den romersk-katolske kirke omfatter 27,2 % af Tysklands indbyggere, protestantiske kirker (især lutherske, men også reformerte) 24,9 %, islam 5,2 %, og 38,8 % af befolkningen betegner sig som konfessionsløse, et af de højeste tal på verdensplan. I det katolske Bayern spiller religionen fortsat en stor rolle, mens mange områder i det tidligere Østtyskland har en meget lav grad af religiøsitet efter det areligiøse, kommunistiske styre.
Siden antikken har Tyskland tilhørt den vesterlandske, kristne religionssfære. Martin Luthers lære udsprang i Tyskland og bredte sig sidenhen især i det nordlige Tyskland. I Sydtyskland slog den dels ikke rod i samme grad og blev dels trængt tilbage under modreformationen. Derfor kan man meget groft dele Tyskland op i et nordligt, protestantisk og et sydligt og vestligt, katolsk område. Der er dog også protestantiske egne i det sydlige Tyskland, særligt i Württemberg og Franken. I Nordtyskland er bl.a. Münster i Nordvesttyskland og en del af øen Nordstrand i Sydslesvig katolsk præget.
Der er ingen statskirke i Tyskland, men de anerkendte kirkesamfund har en særlig stilling som offentlige, selvejende instanser. Staten står for at opkræve kirkeskat, og kirkerne modtager støtte fra staten.

### Sprog
Det officielle sprog i Tyskland er tysk, der er et vest-germansk sprog. Derudover findes der en række regionale dialekter, der ofte adskiller sig meget fra hinanden i udtalen.
Ved siden af det tyske sprog er der en række officielle mindretalssprog, herunder bl.a. dansk, sorbisk og frisisk

### Byer i Tyskland
De fjorten største tyske byer er:
- Berlin – 3.644.826
- Hamburg – 1.841.179
- München – 1.471.508
- Köln – 1.085.664
- Frankfurt – 753.056
- Stuttgart – 634.830
- Düsseldorf – 619.294
- Leipzig – 587.857
- Dortmund – 587.010
- Essen – 583.109
- Bremen – 569.352
- Dresden – 554.649
- Hannover – 538.068
- Nürnberg – 518.365

Det største byområde er Ruhr-distriktet med omkring 5,5 millioner indbyggere.

## Transport
Tyskland er med sin centrale placering i Europa et trafikknudepunkt specielt for transport af varer, men også for persontransport. Man har forsøgt at imødegå den stærkt stigende godstransport på motorvejene ved at indføre afgifter for lastbiler (Maut).

### Jernbaner
Den første tyske jernbane var den nu nedlagte forstadsbane mellem Nürnberg og Fürth, der blev indviet 7. december 1835. Den første tyske jernbane til at forbinde to byer var strækningen Leipzig-Dresden fra 1837.
Det tyske jernbanenet administreres i dag af Deutsche Bahn og omfatter efter en del nedlæggelser ca. 38.000 km skinner. Der foregår store investeringer i jernbanenettet, der især går til udvidelse og forbedring af de mest befærdede strækninger mellem storbyerne. ICE-3 er det hurtigste tyske tog med ca. 250 km i timen, nogle strækninger hurtigere, der gør det muligt at køre turen fra Hamborg til Frankfurt am Main på 3 timer og 19 minutter.

### Veje
I romersk tid opstod et vejnet, der siden forfaldt. De første organiserede landeveje blev bygget i det 18. århundrede, men med bilen kom der for alvor gang i vejbyggeriet. Verdens første motorvej blev bygget i det sydvestlige Berlin i 1921. I løbet af 1930'erne og især fra 1960 til 1980 blev motorvejsnettet udvidet kraftigt. Det tyske motorvejsnet er i dag 13.183 kilometer (2020). Tæt trafik med køer af timers varighed på de store rejsedage forekommer, især i området omkring Ruhr-distriktet.

### Skibsfart
En meget stor del af den tyske udenrigshandel foregår med skib, hvorfor Tyskland har nogle af verdens største havne i Hamborg, Wilhemshaven og Bremerhaven ud til Nordsøen, men en stor del af varerne udskibes også fra Rotterdam i Holland. Tyskland har et veludbygget net af kanaler, der forbinder de store tyske floder med hinanden. Det er muligt at sejle fra Hamborg til Donau i syd. De vigtigste sejlbare floder er Main, Weser, Elben og Rhinen. De vigtigste kanaler er Kielerkanalen eller Nord-Østersø-kanalen (påbegyndt af den danske kong Christian 7. som Ejderkanalen), der kan benyttes af meget store skibe, og Main-Donau-Kanalen, der kobler det sydøstlige Tyskland sammen med resten af landet. Havnen i Duisburg i Ruhr-distriktet er Europas største indlandshavn.
De store floder og herved kanaler har gjort det muligt med mange store indlandshavne i blandt andet Duisburg, Düsseldorf og Dortmund.

### Luftfart
Tyskland har mange større lufthavne, hvoraf Frankfurt am Main er den største og vigtigste. Den er med 52,2 millioner passagerer årligt den tredjestørste på europæisk plan og den største målt i fragt. München er næststørst i Tyskland med 26 millioner passagerer. Til sammenligning betjener Kastrup lufthavn hvert år cirka 21 millioner. I alt er der 430 større og mindre lufthavne i Tyskland. Det nationale tyske luftfartsselskab er Lufthansa.

## Kultur
Den tyske kultur har helt indtil 1800-tallet, i modsætning til mange andre nationale kulturer, udelukkende kunnet definere sig selv gennem det fælles sprog, fordi man ikke havde en nationalstat. Derfor følte f.eks. Mozart sig som tysker og ikke østriger, og derfor regner man den jødiske Franz Kafka fra det tyske mindretal i Prag til tysk litteratur, fordi han skrev på tysk. I slutningen af 1700-tallet kunne Goethe spørge sig selv: "Hvad er Tyskland?", og svare at det var der hvor den tyske tunge lød, og der hvor tyske sæder og skikke blev dyrket.
Tyskland har en glorværdig kultur- og videnskabshistorie, der indbefatter mange af de største kunstnere og videnskabsfolk i verden. Under Nazityskland flygtede mange af de største tyske ånder fra landet, og denne kulturelle og videnskabelige åreladning har været mærkbar op til vor tid.

### Kunst
Tyske malere har været indflydelsesrige på vestlig kunst gennem historien. Albrecht Dürer, Hans Holbein den yngre, Matthias Grünewald og Lucas Cranach den ældre var vigtige tyske kunstnere i renæssancen, Peter Paul Rubens og Johann Baptist Zimmermann i barokken, Caspar David Friedrich og Carl Spitzweg i romantikken, Max Liebermann i impressionisme og Max Ernst i surrealisme.
Flere tyske kunstnergrupper er dannet i det 20. århundrede, såsom November Group eller Die Brücke og Der Blaue Reiter i ekspressionisme. Den Neue Sachlichkeit opstod som en mod-stil til det i løbet af Weimarrepublikken. Efter 2. Verdenskrig, har de vigtigste bevægelser neoekspressionisme, performancekunst og konceptkunsten udviklet sig, med bemærkelsesværdige kunstnere som Joseph Beuys, Gerhard Richter, Jörg Immendorff, HA Schult, Bazon Brock, Wolf Vostell, Aris Kalaizis, Neo Rauch og Andreas Gursky (fotografi). Større kunstudstillinger og festivaler i Tyskland er Documenta, Transmediale og Art Cologne.

### Filosofi og videnskab
Tyske tænkere har været blandt de ledende bidragydere til filosofi og videnskabsteori. Gottfried Wilhelm Leibniz, Immanuel Kant, Georg Wilhelm Friedrich Hegel, Karl Marx, Arthur Schopenhauer, Albert Einstein, Friedrich Nietzsche og Martin Heidegger er nogle af mest berømte, men især i fortsættelsen af den kritiske marxistiske idé har Theodor Adorno, Max Horkheimer og siden Jürgen Habermas gjort sig bemærket. Max Weber anses for at være grundlægger af sociologien som videnskab, og indenfor nyere sociologi har Ulrich Beck med sine kosmopolitiske ideer og Niklas Luhmann været indflydelsesrige.

### Musik
De største klassiske tyske komponister er Johann Sebastian Bach, Ludwig van Beethoven, Georg Friedrich Händel, Robert Schumann, Richard Wagner, Johannes Brahms og Richard Strauss.
I dag er Tyskland verdens fjerdestørste marked for musik og har indflydelse på forskellige musikgenrer. Nina Hagen har været en vigtig del af punk-bevægelsen, popdronningen Nena blev berømt især med sin "99 Luftballons", mens Kraftwerk og Einstürzende Neubauten i 70'erne og 80'erne var banebrydende inden for elektronisk musik. I udlandet er det i dag hovedsagelig Rammstein, US5 og Tokio Hotel der gør sig bemærket, hvor de har skabt et stort publikum selv om de synger på tysk. På det tyske marked er Udo Lindenberg, Herbert Grönemeyer, Dieter Bohlen, Die Ärzte, Die Prinzen, Wir sind Helden, Panik, Xavier Naidoo og Udo Jürgens populære.
Tyskland har vundet Eurovision Song Contest to gange. I 1982 med Nicole og "Ein Bisschen Frieden" og i 2010 med Lena Meyer-Landrut og "Satellite".

### Film
De allertidligste tyske film stammer fra Weimarrepublikkens dage, hvor bl.a. Fritz Lang blev verdensberømt. Under Nazityskland blev Leni Riefenstahl banebrydende med sine propagandafilm, der glorificerede nazismen, men beundres for deres nyskabende filmiske æstetik. Efter 2. verdenskrig gik der nogle år, før filmproduktionen for alvor kom i gang. En af de første efterkrigsfilm, der behandlede krigstiden, var Bernhard Wickis Broen fra 1959. I 60'erne brød instruktører som Volker Schlöndorff og Rainer Werner Fassbinder igennem. Nye navne i 70'erne var Werner Herzog og Wim Wenders. Fra 80'erne kendes navne som Wolfgang Petersen og Margarethe von Trotta. Genforeningens nærmest lammende virkning på tysk kulturliv ramte også filmen i et årti, men i begyndelsen af det nye århundrede er den blomstret op med eksempler som Florian Henckel von Donnersmarcks De andres liv, Oliver Hirschbiegels Der Untergang, Marc Rothemunds Sophie Scholls sidste dage, Detlev Bucks Knallhart og Wolfgang Beckers Good bye, Lenin!.

### Sport
I 2006 var der 27 millioner aktive sportsudøvere i Tyskland. Sport er en vigtig del af fritidslivet, og landet har en stolt sportshistorie med et væld af titler og medaljer. Landet ligger nr. 3 på medaljelisten for OL. Blandt de mest populære sportsgrene er fodbold klart nummer ét med 6 millioner aktive fodboldspillere og 170.000 klubber. Tyskland blev i 2014 verdensmester i herrefodbold for fjerde gang. De har vundet verdens herrefodboldmesterskaber i 1954, 1974, 1990 og 2014. De blev nummer tre ved VM i fodbold 2006, som afholdtes i Tyskland. Den tyske Bundesliga er en af verdens største ligaer. Andre populære sportsgrene er håndbold, hockey, (bord)tennis og basketball. Inden for vintersport er Tyskland som regel også godt repræsenteret.

### Køkken
Det tyske køkken varierer meget fra region til region og er tit mere beslægtet med regionernes nabolande end med øvrige dele af Tyskland. Spaghetti-lignende retter er populære i det sydlige Tyskland, mens kartofler og kålretter hører Nordtyskland til. Typisk for det tyske køkken er de mange typer pølser, og generelt er et tysk måltid tungt, syrligt og salt. Af tyske specialiteter kan nævnes surkål (Sauerkraut), Spätzle (nudler fra Württemberg) og Knödel (store mel- eller brødboller). Der er mange forskellige traditionelle kødretter, især af svin. Med de mange indvandrere er italienske, græske, indiske og tyrkiske restauranter blevet allestedsnærværende.

### Øl
Tyskland har en meget gammel tradition for ølbrygning, og nogle bryggerier kan føre deres historie næsten 1.000 år tilbage. Weihenstephaner nær München er grundlagt i 1040 og regnes for verdens ældste bryggeri. Der er mange bryggerier i Tyskland. I Bayern er tætheden størst, og især mod nord i Franken ligger der ca. 250, flest omkring Bamberg. I de senere år er interessen for tysk øl steget i udlandet, og de største mærker kan fås mange steder i Danmark. Det tyske øl er underlagt et gammelt Reinheitsgebot.

### Vin
Der dyrkes vin i Rhin-, Mosel- og Nahedalene, men også i Baden-Württemberg og omkring Dresden. Rødvinen kan sjældent måle sig med andre landes, men de tyske hvidvine er højt værdsat. Tyske rødvinsdruer er fx Spätburgunder (Pinot Noir) og Dornfelder. Den bedste hvidvinsdrue er Riesling og en krydsning af denne: Müller-Thurgau.[kilde mangler] Vinene er underkastet et indviklet navne- og kvalitetssystem.